# Saison 1983-1984 du Stade quimpérois
Maillots
Chronologie
Saison précédente Saison suivante
La saison 1983-1984 du Stade Quimpérois débute le 23 juillet 1983 avec la première journée du Championnat de France de Division 2 (Groupe B), pour se terminer le 21 avril 1984 avec la dernière journée de cette compétition.
Le Stade Quimpérois est également engagé en Coupe de France où il atteint le 7e tour (éliminé par le LB Châteauroux) dans un match spectaculaire par le nombre de buts, 10.

## Résumé de la saison

### Le maintien acquis en Division 2

#### En championnat
Après une saison en Division 3, le club quimpérois est de retour en Division 2 pour une dixième saison à ce niveau. Le début de saison du promu est compliqué avec 6 défaites en 8 matchs et une avant-dernière place dans son groupe. Jusqu'à la moitié de la saison, le club est dans la zone de relégation lors de 14 des 17 journées, évoluant entre la 15e place et la dernière place. La seconde partie de saison est meilleure et le club se maintient grâce à une meilleure différence de buts. Finalement, le club quimpérois était maintenu puisque le 16e, le Red Star est repêché à la suite de la non-montée d'un club de Division 3. Le club termine sa saison à la 15e place avec 26 points, 7 victoires, 12 matchs nuls et 15 défaites. L'équipe prit seulement 3 points contre les équipes du top 5. Pour la prochaine saison, l'équipe jouera en Division 2 pour la 11e fois.

#### Coupe de France
En Coupe de France, le club élimine le CS Penmarch, club régional puis est éliminé par LB Châteauroux dans un match spectaculaire par le nombre de buts, 10 au total, 4 pour les quimpérois et 6 pour les castelroussins.

## L'effectif de la saison
| Poste | Nat. | Nom                  | Naissance        | Sélection | Championnat | Championnat | Coupe France | Coupe France | Total Saison | Total Saison |
| Poste | Nat. | Nom                  | Naissance        | Sélection | M           | But inscrit | M            | But inscrit  | M            | But inscrit  |
| ----- | ---- | -------------------- | ---------------- | --------- | ----------- | ----------- | ------------ | ------------ | ------------ | ------------ |
| G     | FRA  | Marc Weller          | 27 octobre 1951  | -         | 33          | 0           | 0            | 0            | 33           | 0            |
| G     | FRA  | Didier Le Couteux    | 31 mars 1959     | -         | 1           | 0           | 0            | 0            | 1            | 0            |
| D     | FRA  | Dominique Berthaud   | 12 février 1952  | -         | 32          | 0           | 0            | 0            | 32           | 0            |
| D     | FRA  | Gérard Déru          | 4 octobre 1951   | -         | 16          | 0           | 0            | 0            | 16           | 0            |
| D     | FRA  | Christian Lohéac     | 4 mars 1946      | -         | 0           | 0           | 0            | 0            | 0            | 0            |
| D     | CIV  | Ambroise Kédié       | 13 juin 1959     | -         | 4           | 0           | 0            | 0            | 4            | 0            |
| D     | FRA  | Gérard Thomas        | 10 mai 1949      | -         | 1           | 0           | 0            | 0            | 1            | 0            |
| D     | FRA  | Sébastien Marasco    | 4 octobre 1961   | -         | 8           | 0           | 0            | 0            | 8            | 0            |
| D     | FRA  | Alain Garraud        | 4 août 1961      | -         | 21          | 1           | 0            | 0            | 21           | 1            |
| D     | FRA  | Stéphane Gilet       | 16 juin 1964     | -         | 10          | 1           | 0            | 0            | 10           | 1            |
| D     | FRA  | Robert Houstiou      | 29 décembre 1959 | -         | 15          | 0           | 0            | 0            | 15           | 0            |
| D     | FRA  | Villedieu            | Inconnue         | -         | 0           | 0           | 0            | 0            | 0            | 0            |
| M     | FRA  | Luc Barraud          | 4 octobre 1951   | -         | 24          | 1           | 0            | 0            | 24           | 1            |
| M     | FRA  | Claude Taruffi       | 30 avril 1959    | -         | 24          | 0           | 0            | 0            | 24           | 0            |
| M     | FRA  | Didier Le Borgne     | 5 juin 1956      | -         | 27          | 3           | 0            | 0            | 27           | 3            |
| M     | FRA  | Gérard Déru          | 4 octobre 1951   | -         | 29          | 4           | 0            | 0            | 29           | 4            |
| M     | FRA  | Bernard Kilo         | 5 mars 1958      | -         | 19          | 2           | 0            | 0            | 19           | 2            |
| A     | SEN  | Badou Gaye           | 13 décembre 1950 | -         | 22          | 3           | 0            | 0            | 22           | 3            |
| A     | FRA  | Pascal Toullec       | 27 mai 1956      | -         | 30          | 3           | 0            | 0            | 30           | 3            |
| A     | POL  | Włodzimierz Lubański | 28 août 1947     | -         | 33          | 7           | 0            | 0            | 33           | 7            |
| A     | FRA  | Patrick Martet       | 29 avril 1955    | -         | 8           | 4           | 0            | 0            | 8            | 4            |
| A     | FRA  | Patrick Toulhouat    | 22 août 1958     | -         | 12          | 1           | 0            | 0            | 12           | 1            |
| A     | FRA  | Frank Le Grand       | Inconnue         | -         | 0           | 0           | 0            | 0            | 0            | 0            |

## Les rencontres de la saison

### Liste
| Match | Date         | Compétition     | Tour    | Adversaire       | Lieu ¹ | Score | Affluence |
| ----- | ------------ | --------------- | ------- | ---------------- | ------ | ----- | --------- |
| 1     | 23 juillet   | Division 2      | 1       | Reims            | D      | 0-4   | 4 220     |
| 2     | 30 juillet   | Division 2      | 2       | Mulhouse         | E      | 1-2   | 10 157    |
| 3     | 6 août       | Division 2      | 3       | Red Star         | D      | 2-1   | 2 566     |
| 4     | 13 août      | Division 2      | 4       | Tours            | D      | 0-2   | 3 400     |
| 5     | 20 août      | Division 2      | 5       | Le Havre         | E      | 1-2   | 5 998     |
| 6     | 27 août      | Division 2      | 6       | RC Paris         | D      | 1-4   | 3 200     |
| 7     | 3 septembre  | Division 2      | 7       | Montceau         | E      | 1-0   | 2 486     |
| 8     | 10 septembre | Division 2      | 8       | Stade français   | D      | 0-2   | 1 659     |
| 9     | 17 septembre | Division 2      | 9       | Orléans          | E      | 1-1   | 4 000     |
| 10    | 20 septembre | Division 2      | 10      | Sedan            | D      | 1-1   | 1 550     |
| 11    | 1er octobre  | Division 2      | 11      | Guingamp         | E      | 3-2   | 4 024     |
| 12    | 8 octobre    | Division 2      | 12      | Angers           | D      | 1-2   | 1 850     |
| 13    | 15 octobre   | Division 2      | 13      | Roubaix Football | E      | 1-2   | 1 597     |
| 14    | 22 octobre   | Division 2      | 14      | Dunkerque        | D      | 1-1   | 1 010     |
| 15    | 29 octobre   | Division 2      | 15      | Châteauroux      | E      | 0-0   | 1 292     |
| 16    | 4 novembre   | Division 2      | 16      | Valenciennes     | D      | 1-1   | 1 493     |
| 17    | 12 novembre  | Division 2      | 17      | Abbeville        | E      | 1-0   | 2 655     |
| 18    | 19 novembre  | Division 2      | 18      | Mulhouse         | D      | 1-0   | 2 472     |
| 19    | 26 novembre  | Division 2      | 19      | Red Star         | E      | 0-0   | 1 094     |
| 20    | 2 décembre   | Division 2      | 20      | Tours            | E      | 1-4   | 5 443     |
| 21    | 10 décembre  | Division 2      | 21      | Le Havre         | D      | 0-0   | 1 466     |
| 22    | 17 décembre  | Coupe de France | 6e tour | Penmarch         | D      | 3-0   | -         |
| 23    | 7 janvier    | Coupe de France | 7e tour | Châteauroux      | E      | 4-6   | -         |
| 24    | 14 janvier   | Division 2      | 22      | RC Paris         | E      | 0-4   | 1 581     |
| 25    | 21 janvier   | Division 2      | 23      | Montceau         | D      | 3-1   | 711       |
| 26    | 4 février    | Division 2      | 24      | Stade français   | E      | 0-0   | 431       |
| 27    | 11 février   | Division 2      | 25      | Orléans          | D      | 0-0   | 1 435     |
| 28    | 25 février   | Division 2      | 26      | Sedan            | E      | 1-1   | 2 062     |
| 29    | 3 mars       | Division 2      | 27      | Guingamp         | D      | 1-2   | 4 892     |
| 30    | 9 mars       | Division 2      | 28      | Angers           | E      | 0-1   | 1 377     |
| 31    | 17 mars      | Division 2      | 29      | Roubaix Football | D      | 2-0   | 818       |
| 32    | 24 mars      | Division 2      | 30      | Dunkerque        | E      | 0-1   | 976       |
| 33    | 31 mars      | Division 2      | 31      | Châteauroux      | D      | 2-0   | 751       |
| 34    | 6 avril      | Division 2      | 32      | Valenciennes     | E      | 0-0   | 1 859     |
| 35    | 14 avril     | Division 2      | 33      | Abbeville        | D      | 2-2   | 1 659     |
| 36    | 21 avril     | Division 2      | 34      | Reims            | E      | 0-3   | 4 021     |

- 1 N : terrain neutre ; D : à domicile ; E : à l'extérieur ; drapeau : pays du lieu du match international

### Affluence
L'affluence à domicile du Stade Quimpérois atteint un total :
- de 35 152 spectateurs en 17 rencontres de Division 2, soit une moyenne de 2 068/match.

Affluence du Stade Quimpérois à domicile

## Bilan des compétitions
| Compétition     | Vainqueur final | Débute au tour | Place ou tour final | Première rencontre | Dernière rencontre | Nombre |
| --------------- | --------------- | -------------- | ------------------- | ------------------ | ------------------ | ------ |
| Division 2      | Tours FC        | 1re journée    | 15e du Groupe B     | 23 juillet 1983    | 21 avril 1984      | 34     |
| Coupe de France | FC Metz         | 6e tour        | 7e tour             | 17 décembre 1983   | 7 janvier 1984     | 2      |

### Division 2 - Groupe B

#### Classement
| Rang | Équipe    | Pts | J  | G | N  | P  | Bp | Bc | Diff |
| ---- | --------- | --- | -- | - | -- | -- | -- | -- | ---- |
| 12   | Abbeville | 28  | 34 | 8 | 12 | 14 | 33 | 46 | -13  |
| 13   | Dunkerque | 27  | 34 | 9 | 9  | 16 | 22 | 51 | -29  |
| 14   | Angers    | 26  | 34 | 9 | 8  | 17 | 33 | 49 | -16  |
| 15   | Quimper   | 26  | 34 | 7 | 12 | 15 | 28 | 48 | -20  |
| 16   | Red Star  | 26  | 34 | 9 | 8  | 17 | 30 | 52 | -22  |
| 17   | Montceau  | 17  | 34 | 3 | 11 | 20 | 22 | 51 | -29  |
| 18   | Roubaix   | 15  | 34 | 3 | 9  | 22 | 20 | 63 | -43  |

#### Résultats
| Total  | Total  | Total | Total | Total | Total | Total | Total | Domicile | Domicile | Domicile | Domicile | Domicile | Domicile | Extérieur | Extérieur | Extérieur | Extérieur | Extérieur | Extérieur |
| Matchs | Points | V     | N     | D     | BP    | BC    | Diff. | V        | N        | D        | BP       | BC       | Diff.    | V         | N         | D         | BP        | BC        | Diff.     |
| ------ | ------ | ----- | ----- | ----- | ----- | ----- | ----- | -------- | -------- | -------- | -------- | -------- | -------- | --------- | --------- | --------- | --------- | --------- | --------- |
| 34     | 26     | 7     | 12    | 15    | 28    | 48    | -20   | 5        | 6        | 6        | 18       | 23       | -5       | 2         | 6         | 9         | 10        | 25        | -15       |

#### Résultats par journée
| Journée   | 01 | 02 | 03 | 04 | 05 | 06 | 07 | 08 | 09 | 10 | 11 | 12 | 13 | 14 | 15 | 16 | 17 | 18 | 19 | 20 | 21 | 22 | 23 | 24 | 25 | 26 | 27 | 28 | 29 | 30 | 31 | 32 | 33 | 34 |
| --------- | -- | -- | -- | -- | -- | -- | -- | -- | -- | -- | -- | -- | -- | -- | -- | -- | -- | -- | -- | -- | -- | -- | -- | -- | -- | -- | -- | -- | -- | -- | -- | -- | -- | -- |
| Terrain   | D  | E  | D  | D  | E  | D  | E  | D  | E  | D  | E  | D  | E  | D  | E  | D  | E  | D  | E  | E  | D  | E  | D  | E  | D  | E  | D  | E  | D  | E  | D  | E  | D  | E  |
| Résultats | D  | D  | V  | D  | D  | D  | V  | D  | N  | N  | V  | D  | D  | N  | N  | N  | D  | V  | N  | D  | N  | D  | V  | N  | N  | N  | D  | D  | V  | D  | V  | N  | N  | D  |
| Points    | 0  | 0  | 2  | 2  | 2  | 2  | 4  | 4  | 5  | 6  | 8  | 8  | 8  | 9  | 10 | 11 | 11 | 13 | 14 | 14 | 15 | 15 | 17 | 18 | 19 | 20 | 20 | 20 | 22 | 22 | 24 | 25 | 26 | 26 |
| Place     | 16 | 17 | 12 | 15 | 16 | 18 | 17 | 17 | 17 | 16 | 15 | 16 | 18 | 18 | 17 | 16 | 17 | 15 | 15 | 16 | 15 | 16 | 16 | 15 | 15 | 14 | 16 | 16 | 14 | 15 | 15 | 13 | 14 | 15 |

Source : Liste des rencontres

Terrain : D = Domicile ; E = Extérieur. Résultat: D = Défaite ; N = Nul ; V = Victoire.